# Bob Seagren
Robert Seagren, detto Bob (Pomona, 17 ottobre 1946), è un ex astista e attore statunitense, campione olimpico del salto con l'asta ai Giochi di Città del Messico nel 1968.

## Biografia
Bob Seagren fu uno dei migliori astisti al mondo fra la fine degli anni sessanta e l'inizio degli anni settanta. Vinse complessivamente sei titoli nazionali AAU e quattro titoli NCAA. Colse il suo primo successo internazionale nel 1967 vincendo i Giochi panamericani. Partecipò alla sua prima Olimpiade nel 1968 a Città del Messico dove vinse la medaglia d'oro al termine di una gara di altissimo livello: tre atleti superarono la misura di 5,40 m, a un solo centimetro dal record del mondo: Seagren e il tedesco occidentale Claus Schiprowski al secondo tentativo, il tedesco orientale Wolfgang Nordwig al terzo. Seagren vinse la gara per il minor numero di errori complessivi.
Quattro anni dopo si presentò alle Olimpiadi di Monaco di Baviera in veste di favorito, ma fu penalizzato dalla decisione della IAAF di vietare l'uso di un innovativo modello di asta, denominato "a banana", già adottato da Seagren e da altri astisti. A vincere l'oro olimpico fu Nordwig, davanti a Seagren: per la prima volta nella storia delle Olimpiadi l'oro non andò a un astista statunitense.
Nel corso della sua carriera Bob Seagren stabilì per quattro volte il primato mondiale. La prima volta fu il 14 maggio 1966, con la misura di 5.32 m; il record fu battuto dal suo connazionale John Pennel, che saltò 5,34 m il 23 luglio, ma Seagren se lo riprese l'anno seguente con la misura di 5,36 m stabilita il 10 giugno. Anche questo record ebbe vita breve: tredici giorni dopo un altro statunitense, Paul Wilson, saltò 5,38 m, ma poco più di un anno dopo, il 28 settembre 1968, Seagren stabilì un nuovo record con la misura di 5,41 m. Negli anni seguenti il record fu detenuto da altri astisti (di nuovo Pennel, poi il tedesco orientale Nordwig, il greco Papanikolaou e lo svedese Isaksson) finché, il 12 luglio 1972, ritornò in possesso di Seagren che, saltando 5,63 m ai trials olimpici, migliorò di 8 cm il precedente primato.
Terminata l'attività agonistica, Seagren ha intrapreso per qualche anno la carriera di attore interpretando numerose sitcom e serie televisive.

## Palmarès
| Anno | Manifestazione      | Sede              | Evento           | Risultato | Prestazione | Note            |
| ---- | ------------------- | ----------------- | ---------------- | --------- | ----------- | --------------- |
| 1967 | Giochi panamericani | Winnipeg          | Salto con l'asta | Oro       | 4,90        |                 |
| 1968 | Olimpiadi           | Città del Messico | Salto con l'asta | Oro       | 5,40        | Record olimpico |
| 1972 | Olimpiadi           | Monaco di Baviera | Salto con l'asta | Argento   | 5,40        |                 |